# Daniel Viglietti
(Daniel Viglietti, Gurisito)
Daniel Alberto Viglietti Indart (Montevideo, 24 luglio 1939 – Montevideo, 30 ottobre 2017) è stato un cantautore, compositore e chitarrista uruguaiano.

## Biografia

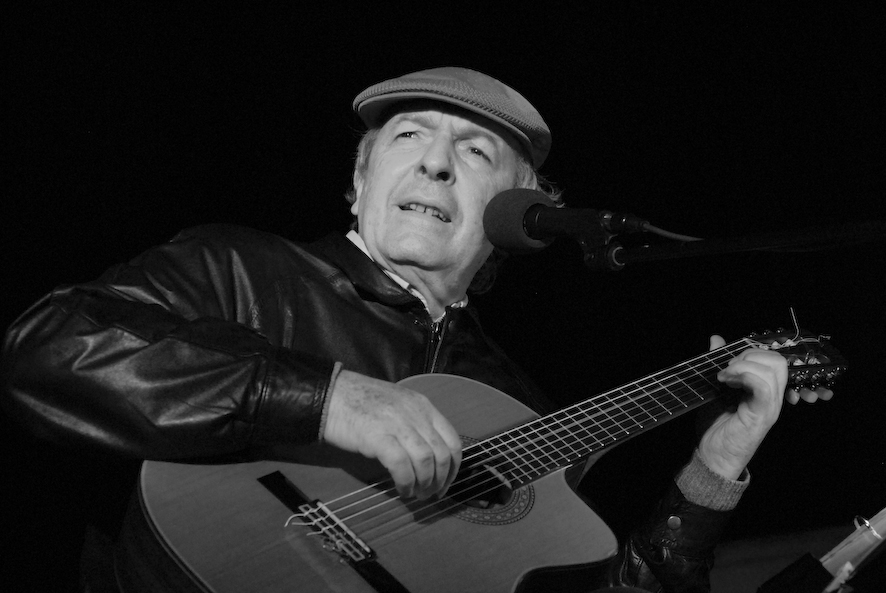
Viglietti in un concerto ad Aguas Dulces, Uruguay nel 2007.

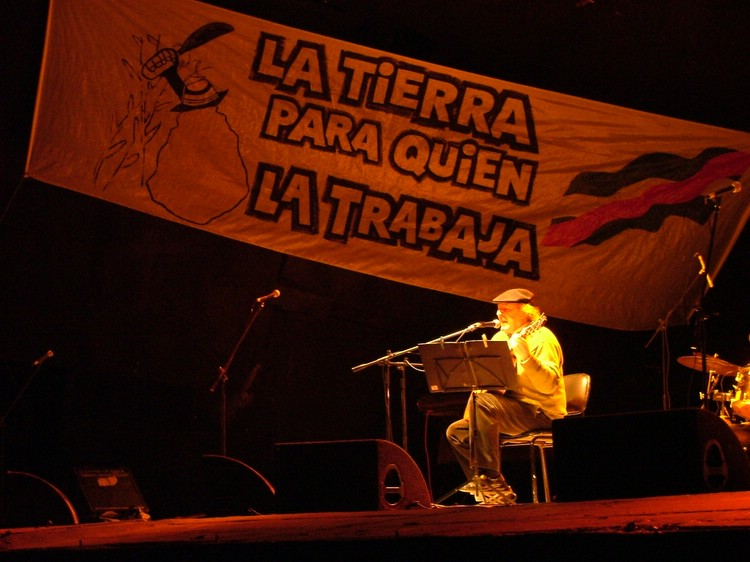
Daniel Viglietti ad un festival per i lavoratori della canna da zucchero (i cosiddetti peludos) a Bella Unión, Uruguay

Viglietti, considerato uno dei maggiori esponenti della musica popolare sudamericana, nacque in una famiglia di musicisti: sua madre era la pianista Lyda Indart e suo padre il chitarrista Cédar Viglietti, fin da piccolo entrò in contatto con la musica classica e popolare. Studiò chitarra con in maestri Atilio Rapat e Abel Carlevaro ed acquisì una solida formazione come concertista per dedicarsi, negli anni sessanta, soprattutto alla musica popolare.
Durante questo decennio sviluppò un'intensa attività come autore, compositore, cantante, docente e presentatore radiofonico, che si inquadrava nella crescente mobilitazione popolare in Uruguay. Collaborò col settimanale Marcha e creò e diresse il Núcleo de Educación Musical (Nemus). La sua prima opera discografica, nel 1963, fu "Impresiones para canto y guitarra y canciones folclóricas" (Impressioni per canto e chitarra e canzoni folkloristiche) alla quale seguirono altre cinque opere fino al 1973.
Nel 1971 fondò, assieme agli altri musicisti José “Pepe” Guerra, Braulio López, Myriam Dibarboure, María Teresa Sande, il musicologo Coriún Aharonián (l'unico membro fondatore ancora attivo) ed il notaio Edgardo Bello, l'etichetta Ayuí/Tacuabé per promuovere e sostenere l'espressione musicale uruguayana di valore.
Viglietti fu testimone ed amico del compositore cileno Víctor Jara e dell'attivista e compositrice Violeta Parra.
La sua opera acquisì un carattere radicale e un forte contenuto sociale e di sinistra con parole legate alle lotte popolari in Uruguay e in America Latina al punto che nell'ambito delle repressioni dei movimenti di sinistra che precedettero il colpo di Stato del 1973 in Uruguay, Viglietti fu arrestato nel 1972. Quale rappresentante della coscienza civile internazionale, voce della pace ed oppositore del fascismo e la tirannia che imperversavano in Sudamerica negli anni settanta fu sostenuto da una campagna internazionale guidata da uomini del calibro di Jean-Paul Sartre, François Mitterrand, Julio Cortázar e Oscar Niemeyer.
Notizie sui presunti maltrattamenti che avrebbe subito in carcere portarono le autorità a mostrarlo davanti alle telecamere per dimostrare che le sue mani, in particolare, non avevano subito danni. In tale occasione Viglietti riferì che il suo trattamento era stato migliore di quello di altri prigionieri politici.
Nel 1973 iniziò il suo esilio in Argentina per proseguirlo successivamente in Francia, paese dove visse per undici anni. Durante l'esilio smise di pubblicare le sue opere musicali che vennero poi raccolte in un disco registrato dal vivo "non per caso " intitolato "Trabajo de hormiga" (Lavoro da formica). Viglietti continuò comunque la sua intensa attività di giornalista e di commentatore radiofonico, ma soprattutto girò il mondo con tour musicali solidali presentando le sue canzoni di denuncia contro la dittatura in Uruguay ed in altri paesi latinoamericani.
Il suo esilio ebbe fine il 1º settembre del 1984 col suo ritorno a Montevideo, dove fu ricevuto da migliaia di persone in un concerto che egli ricorda come "il più emozionante di quarant'anni di carriera". Da quel momento pubblicò e ripubblicò numerosi lavori tra i quali è da notare quello dal titolo A dos voces (A due voci) con Mario Benedetti nel 1985 che rappresenta la sintesi discografica di vari concerti realizzati assieme al poeta uruguaiano durante il comune esilio.
Per parecchi anni fu praticamente impossibile trovare i suoi dischi precedenti la dittatura a causa dell'acquisto dell'etichetta Orfeo da parte di una multinazionale della musica con interessi diversi e dei contratti di esclusiva sottoscritti con questa etichetta. Solo nel 1999, dopo un lungo processo, Viglietti poté rientrare in possesso dei suoi diritti. Rimasterizzati da lui stesso i suoi dischi degli anni sessanta e settanta furono ripubblicati con l'etichetta Ayuí/Tacuabé.
Nel 2015 è stato premiato "alla carriera" a Cuba, nella Casa de las Americas , all'Avana.

### Morte
È scomparso nel 2017 all'età di 78 anni, nel corso di un intervento chirurgico.

## L'opera
L'opera musicale di Viglietti è caratterizzata da una speciale mescolanza di elementi di musica classica con quella folkloristica sia uruguaiana che latinoamericana. A partire da "Hombres de nuestra tierra" (Uomini della nostra terra), il suo secondo disco a due voci con Juan Capagorry, segna l'inizio di un lavoro di condivisione con la letteratura, nel corso del quale mette in musica poesie dei sudamericani Líber Falco, César Vallejo, Circe Maia, degli spagnoli Rafael Alberti e Federico García Lorca e del cubano Nicolás Guillén.
Tra le sue composizioni più conosciute ci sono A desalambrar (Togliamo le barriere), Canción para mi América (Canzone per la mia America), Milonga de andar lejos (Milonga per andar lontano) e Gurisito (Piccolino).
Le sue opere hanno avuto un riscontro internazionale nelle interpretazioni di Víctor Jara, Amparo Ochoa, Isabel Parra (figlia di Violeta Parra), Joan Manuel Serrat, Mercedes Sosa, Chavela Vargas, Soledad Bravo ed altri.
Ha eseguito le opere delle star cubane della Nueva trova cubana Silvio Rodríguez e Pablo Milanés ed ha lavorato con il compositore ed arrangiatore cubano Leo Brouwer.

## Discografia

### Album in studio
- Canciones folklóricas y 6 impresiones para canto y guitarra (Antar PLP 5024. 1963)
- Hombres de nuestra tierra (col narartore Juan Capagorry. Antar PLP 5045. 1964)
- La patria vieja. Segunda parte 1815-1816 (con Alberto Candeau. Antar - Sodre PLPS 5052)
- La patria vieja. Tercera parte 1817-1820 (con Alberto Candeau. Antar - Sodre PLPS 5053)
- Canciones para el hombre nuevo (Orfeo. 1968)
- Canciones para mi América (edizione francese). 1968)
- Canto libre (Orfeo ULP 90.537. 1970)
- Canciones chuecas (Orfeo ULP 90.558. 1971)
- Trópicos (Orfeo. 1973)
- Trabajo de hormiga (Music Hall. 1984)
- Por ellos canto (Orfeo. 1984)
- A dos voces (con Mario Benedetti. Orfeo. 1985)
- A dos voces (con Mario Benedetti. Orfeo. 1987)
- Esdrújulo (Orfeo, 1993)
- A dos voces volúmenes 1 y 2 (con Mario Benedetti. Orfeo CDO 047-2. 1994)
- Devenir (Ayuí / Tacuabé, 2004)
- Trabajo de hormiga (2008)

### Album dal vivo
- En vivo (1978)

### Raccolte
- A desalambrar (EMI 16584. 1970)
- Canciones con fundamento (Diapason DP-99330)
- Seis impresiones para canto y guitarra (Ayuí / Tacuabé am26cd)
- Hombres de nuestra tierra (con Juan Capagorry. Ayuí / Tacuabé am28cd)
- Canto libre (Ayuí / Tacuabé am34cd)
- Canciones para el hombre nuevo (Ayuí / Tacuabé am35cd)
- Canciones chuecas (Ayuí / Tacuabé ae212cd. 1999)
- Trópicos (Ayuí / Tacuabé ae226cd)
- A dos voces (con Mario Benedetti. Ayuí / Tacuabé ae238cd)
- Esdrújulo (Ayuí / Tacuabé ae312cd)
- Trabajo de hormiga (Ayuí / Tacuabé ae334cd. 2008)

### Singoli
- Nuestra bandera / Esta canción nombra (Orfeo 90010. 1969)
- Me gustan los estudiantes / A desalambrar (Orfeo 90011. 1969)
- Nostalgia de mi tierra / Yo nací en Jacinto Vera (Orfeo 90039. 1970)

### Partecipazioni
- Rote lieder - 4º Festival des politischen liedes (1974)
- Compañero presidente (1975)
- Rote Lieder 70-76 (1977)
- 19. Festival des politischen Liedes (1989)
- Zehnkampf - Festival des politischen Liedes 1970-1980 (1980)
- La mémoire chantée de Régine Mellac (1984)
- El Che vive! (1997)